# Салатич, Веролюб
Веролю́б (Веро) Сала́тич (босн. Veroljub Salatić; род. 14 ноября 1985[…], Зворник, Босния и Герцеговина) — швейцарский футболист, полузащитник.

## Карьера

### Клубная
Заниматься футболом Салатич начинал в небольшом швейцарском клубе «Цуг», где его заметили скауты «Грассхоппера». Проведя несколько лет в академии «Грассхоппера», Салатич в 2003 году дебютировал в составе основной команды. За 7 сезонов провёл 271 матч, в которых забил 20 голов. В 2011 году перешёл в состав кипрской «Омонии». За один сезон стал обладателем национального Кубка. Летом 2012 года вернулся в состав «Грассхоппера». В первом же сезоне выиграл Кубок Швейцарии, а также получил капитанскую повязку. С февраля 2015 года выступал в составе «Сьона», выкупившего его контракт за 1 млн. €, с которым стал обладателем Кубка Швейцарии. 31 августа 2017 года подписал контракт сроком на один год с российским клубом «Уфа». В июне 2019 год подписал двухлетний контракт с клубом «Грассхоппер»
За сезон 2019/2020 сыграл 34 матча во всех турнира за Фк Сьон забил 34 мяча и отдал 31 голевую передачу. После этого сезона принял решение завершить карьеру.

### Сборная
В юношеском возрасте Салатич привлекался во все возможные сборные Швейцарии. Веролюб был участником юношеского чемпионата Европы 2004 года и молодёжного чемпионата мира в 2005. Салатич был одним из лидеров в молодёжных сборных Швейцарии.
Дважды на Салатича с предложением играть за сборную выходил футбольный союз Сербии, но оба раза он отвечал отказом, поскольку надеялся выступать за национальную сборную Швейцарии. В 2009 году, не дождавшись вызова в швейцарскую сборную, выразил свое желание играть за Сербию, но его уже не вызвали. В 2013 году Салатич заявил, что хотел бы играть за национальную команду Боснии и Герцеговины.

## Достижения
«Омония»
- Обладатель Кубка Кипра (1): 2011/12

«Грассхоппер»
- Обладатель Кубка Швейцарии (1): 2012/13

«Сьон»
- Обладатель Кубка Швейцарии (1): 2014/15

## Статистика выступлений
По состоянию на 28 ноября 2015
| Клуб             | Сезон            | Лига | Лига | Кубки | Кубки | Еврокубки | Еврокубки | Итого | Итого |
| Клуб             | Сезон            | Игры | Голы | Игры  | Голы  | Игры      | Голы      | Игры  | Голы  |
| ---------------- | ---------------- | ---- | ---- | ----- | ----- | --------- | --------- | ----- | ----- |
| Грассхоппер      | 2003/04          | 10   | 0    | 0     | 0     | 0         | 0         | 10    | 0     |
| Грассхоппер      | 2004/05          | 32   | 0    | 1     | 0     | 0         | 0         | 33    | 0     |
| Грассхоппер      | 2005/06          | 30   | 1    | 2     | 2     | 7         | 2         | 39    | 5     |
| Грассхоппер      | 2006/07          | 27   | 2    | 2     | 0     | 11        | 1         | 40    | 3     |
| Грассхоппер      | 2007/08          | 33   | 2    | 3     | 0     | 0         | 0         | 36    | 2     |
| Грассхоппер      | 2008/09          | 32   | 3    | 4     | 0     | 5         | 1         | 41    | 4     |
| Грассхоппер      | 2009/10          | 34   | 3    | 2     | 0     | 0         | 0         | 36    | 3     |
| Грассхоппер      | 2010/11          | 31   | 1    | 3     | 1     | 2         | 1         | 36    | 3     |
| Грассхоппер      | Итого            | 229  | 12   | 17    | 3     | 25        | 5         | 271   | 20    |
| Омония           | 2011/12          | 21   | 1    |       |       | 4         | 0         | 25    | 1     |
| Омония           | Итого            | 21   | 1    | 0     | 0     | 4         | 0         | 25    | 1     |
| Грассхоппер      | 2012/13          | 31   | 3    | 5     | 0     | 0         | 0         | 36    | 3     |
| Грассхоппер      | 2013/14          | 31   | 1    | 2     | 0     | 4         | 0         | 37    | 1     |
| Грассхоппер      | 2014/15          | 10   | 1    | 0     | 0     | 3         | 0         | 13    | 1     |
| Грассхоппер      | Итого            | 72   | 5    | 7     | 0     | 7         | 0         | 86    | 5     |
| Сьон             | 2014/15          | 16   | 0    | 3     | 0     | 0         | 0         | 19    | 0     |
| Сьон             | 2015/16          | 15   | 2    | 2     | 0     | 5         | 1         | 21    | 3     |
| Сьон             | Итого            | 31   | 2    | 5     | 0     | 5         | 1         | 41    | 3     |
| Всего за карьеру | Всего за карьеру | 353  | 20   | 29    | 3     | 41        | 6         | 423   | 28    |